# اچ‌جی‌وی

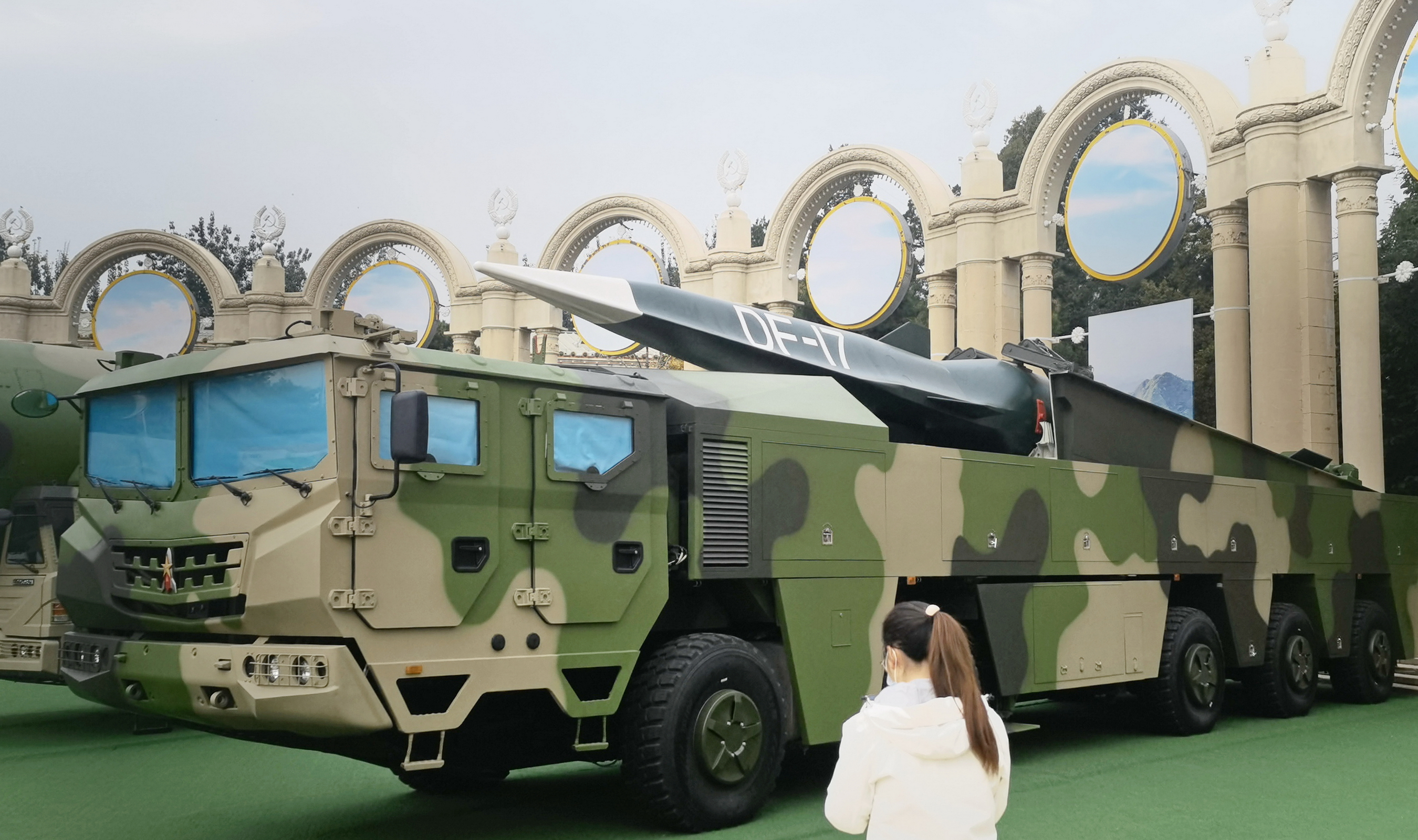
یک بادپر برین‌صوت چینی DF-ZF که بر روی موشک بالستیک DF-17 نصب شده‌است.

بادپر برین‌صوت یا گلایدر هایپرسونیک یا اچ‌جی‌وی (به انگلیسی: hypersonic glide vehicle) نوعی کلاهک برای موشک بالستیک است که می‌تواند با سرعت برین‌صوت در اتمسفر مانور دهد و سر بخورد. این کلاهک بر روی موشک بالستیک نصب می‌شود تا مسیر حرکت آن را پس از پرتاب به‌طور چشمگیری تغییر دهد. مفهوم اچ‌جی‌وی مشابه MaRV است، اما تفاوت آنجاست که اچ‌جی‌وی اندکی پس از پرتاب از موشک تقویت‌کننده خود جدا می‌شود، اما MaRV فقط می‌تواند درست قبل از برخورد مانور دهد. موشک‌های بالستیک رایج در یک مسیر بالستیک پیش‌بینی پذیر حرکت می‌کنند و در برابر رهگیری توسط جدیدترین سامانه‌های موشک ضدبالستیک آسیب‌پذیر هستند. مانورپذیری اچ‌جی‌وی‌ها در حین پرواز، پیش‌بینی مسیر آنها را ناممکن می‌کند و به آنها اجازه می‌دهد تا به‌طور مؤثری از پدافندهای هوایی بگریزند. تا تاریخ ۲۰۲۲، توسعه اچ‌جی‌وی‌ها به‌عنوان یک مسابقه تسلیحاتی مطرح است.

## مسیرها
خط سیر این کلاهک‌ها به‌گونه‌ای است که پس از ورود به جو از نیروی بالابری برای افزایش برد خود بدون توسل به یک مسیر بالستیک استفاده می‌کند، زیرا این مسیرها قابل پیش‌بینی هستند و کلاهک را در معرض سیستم‌های دفاع موشکی قرار می‌دهند.
برخی از مسیرها ممکن است باعث شوند که وسیله نقلیه از جو خارج شود و پس از یک پرواز بالستیک بیرون از جو، بار دیگر وارد جو شود که به آن بازگشت به اتمسفر می‌گویند. کلاهک طبق یک مسیر پیش‌بینی ناپذیر، در فازهای بالستیک متناوب و مانورهای پرش یا سر خوردن به سمت هدف خود پیش می‌رود.